# Andromachos von Aspendos
Andromachos (altgriechisch Ἀνδρόμαχος) aus Aspendos war ein Feldherr der Ptolemäer im 3. Jahrhundert v. Chr.
Kurz vor 219 v. Chr. begab sich Andromachos von Griechenland nach Ägypten und trat in höherer Rangstufe in die Armee des Königs Ptolemaios IV. ein. Dieser Herrscher befand sich damals im Vierten Syrischen Krieg gegen den Seleukidenkönig Antiochos III. Andromachos leistete einen wichtigen Beitrag zur Neuordnung der ptolemäischen Streitkräfte. In der Schlacht von Raphia 217 v. Chr. war er ein Kommandeur der im Zentrum stehenden Phalanx des ptolemäischen Heers. Gemeinsam mit dem Minister Sosibios bewirkte er durch seinen Sieg über die gegnerische Phalanx die Entscheidung der kriegerischen Auseinandersetzung zu Gunsten des ägyptischen Königs. Anschließend wurde er von Ptolemaios IV. zum Statthalter (strategos) des zurückeroberten Koilesyrien und Phönizien ernannt.
Danach wird Andromachos nicht mehr erwähnt. Zu einem unbekannten Zeitpunkt folgte ihm Thraseas im Statthalteramt nach.